# Мат-метал
Мат-метал (англ. math metal — математический метал) — направление метала, характеризующееся атональностью, сложным построением композиций и использованием нестандартных музыкальных размеров.

## Черты жанра
Как правило, в жанре присутствуют ритмические сбивки, когда сильная доля нарочно переносится на слабую путём урезания или удлинения фразы вместе с увеличением/уменьшением размерности для одного из инструментов в каком-либо одном такте нужной фразы. Сложные структуры, обилие полиритмии, нестандартные гармонии, смещение акцентов, нестандартные размеры тактов — это главные составляющие мат-метала как такового. Вместе с тем, мат-метал сохраняет черты, присущие грув-металу — акцент на ритм-гитару и ударные в размере 4/4.
Основой композиций в мат-метале является полиритмичная, атональная, низкая по звучанию ритм-партия, которая исполняется в значительно пониженном строе (часто на октаву ниже стандартного строя), поэтому для исполнения используются в основном восьмиструнные и семиструнные электрогитары. Могут встречаться соло и фоновые эмбиент-партии. Бас-партия, в большинстве случаев, повторяет партию ритм-гитары, играющей в том же звуковом диапазоне, либо может отсутствовать вовсе. Хотя, к примеру, Periphery используют шестиструнный бас, настроенный на октаву ниже гитар.
Вокал присутствует не всегда, часто это харш, иногда встречается чистый вокал.
В ударной партии, как правило, помимо основного ритмического рисунка, присутствует выделение сильной (иногда слабой) доли такта в размере 4/4.

## Развитие жанра
В музыкальном отношении, мат-метал вобрал в себя основные черты грув-метала, мат-рока, прогрессивного метала, джаза. Зачатки мат-метала можно услышать в творчестве польской группы Kobong. Первой группой, которая начала играть в этом жанре и заложила его основу, является шведская группа Meshuggah. Смешав авангардный грув-метал, прогрессив-метал образца Tool с атональными соло и ритм партиями и обилием полиритмии, они создали своё уникальное направление, которое впоследствии и стало называться "мат-металом", и, значительно позже, было подхвачено другими исполнителями и популяризировано. В настоящее время жанр тесно связан с течением Djent.